# 和賀義忠
和賀 義忠（わが よしただ）は、戦国時代から安土桃山時代にかけての武将。陸奥国二子城主。

## 人物
天正18年（1590年）、豊臣秀吉の小田原征伐に名代を派遣し自らは参陣しなかったため、豊臣政権の奥州仕置により所領没収、居城追放処分となったが、浅野長政らの奥州仕置軍が撤退すると、和賀氏の残党を率いて和賀・稗貫一揆を起こし、二子城を奪取した。
翌年の天正19年（1591年）、蒲生氏郷軍が侵攻し、義忠は逃走した。逃走の途次、落ち武者狩りに遭い義忠は殺害された。
これらを恨んだ子の忠親は、伊達政宗と共に岩崎一揆を起こすこととなる。